# Eleomar Puente Carbonell

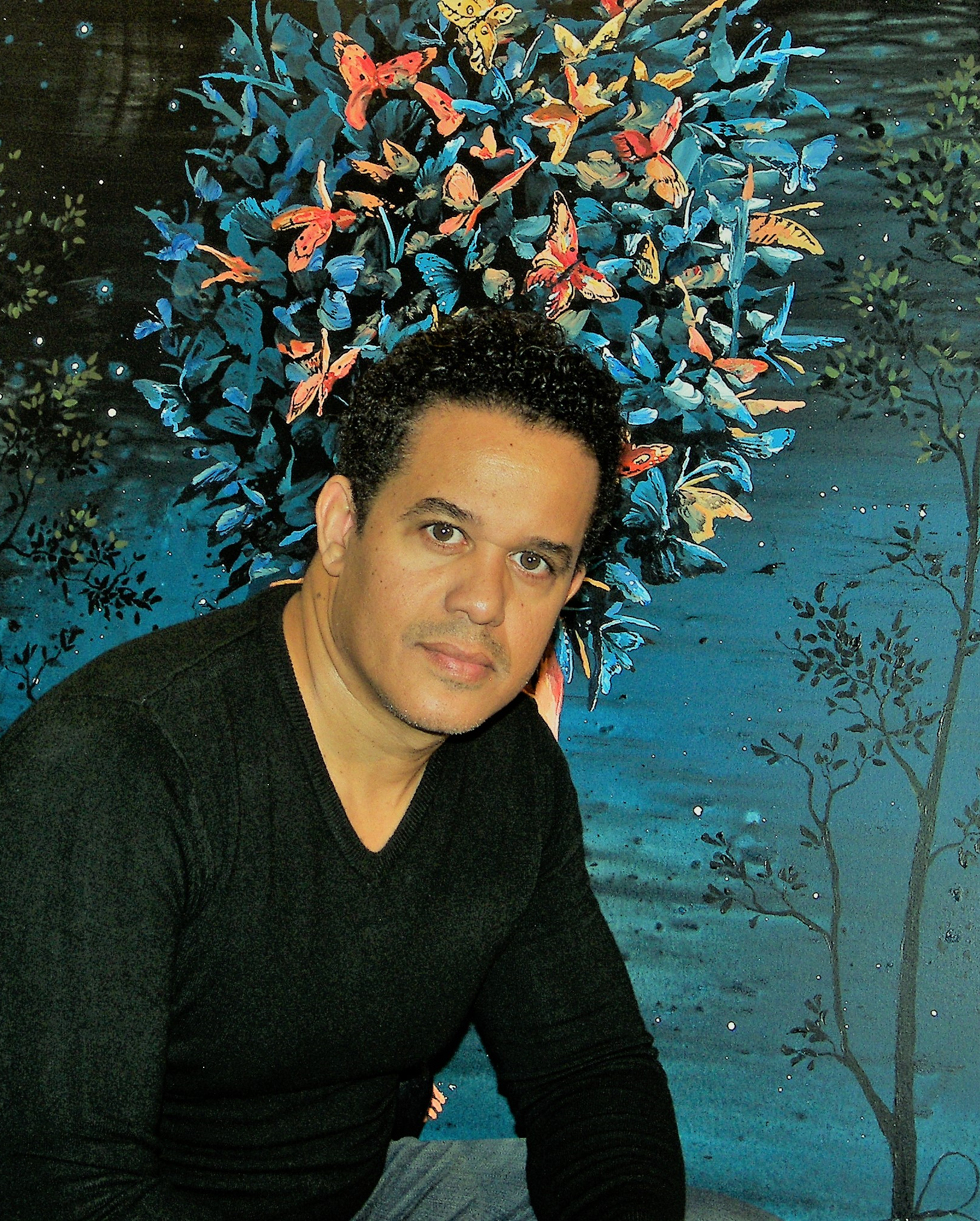
Eleomar Puente

Eleomar Puente Carbonell, nace en Santiago de Cuba, Cuba, 1968. En 1987 se gradúa de la  Academia Nacional de Bellas Artes San Alejandro, La Habana, Cuba. Vive y trabaja en la ciudad de Miami desde el año 2012. 
En la obra pictórica reciente de Eleomar Puente, la referencia al espacio urbano se instala como imagen de una ciudad sitiada “desde adentro”. Esta obra logra calar de manera incisiva en nuestra consciencia y nos hace pensar en las relaciones de poder, en los discursos, en las redes, apariencias o in-consistencias de lo real y de lo no real. En sus deliciosas, enigmáticas e inquietantes imágenes, activa fulminante todo el esplendor de la plasticidad síquica de nuestro ser y no ser. La suya es una poética visual de lo paradójico, materializada sobre el rigor del oficio, sobre las asimilaciones y transmutaciones de los más vitales substratos técnicos y estilísticos de la modernidad pictórica caribeña y latinoamericana. 

## Exposiciones Personales
Entre sus exposiciones personales se destacan:
- 2019 " Calido Azul", FUNCART Gallery, Cap Cana, R. D

- 2017 "Belleza bajo tus pies", Galería ASR Contemporáneo, R.D.

- 2011 Time of Fear 20 años. Museo de Arte Moderno, Santo Domingo, R. D.

- 2009 Out of Line. Galería Lyle O. Reitzel, Santo Domingo, R.D.

- 2008 Historias en mi Piel. Galería Matthei, Santiago de Chile, Chile.

- 2007 Agujeros del Delirio. Galería Lyle O. Reitzel Gallery Miami, EE. UU. Obra Reciente. Galería Mateo Sariel, Ciudad Panamá, Panamá.

- 2004 Testigo Ocular. Galería Botello, Puerto Rico. Contra el poder o el final del placer. Galería Lyle O. Reitzel, Santo Domingo, R.D.

- 2001 Cobertura Interior. Galería Lyle O. Reitzel, Santo Domingo, R.D. Mágico Recuento. Museo de Las Américas, San Juan, Puerto Rico.

- 1999 De Fin de Siglo. Galería Art Consult, Ciudad Panamá, Panamá.

- 1998 Eleomar Puente. Galería Plástica Contemporánea, Guatemala. Tiempo de Todavía. Galería Lyle O. Reitzel, Santo Domingo, R.D. Galería Portales, Tegucigalpa, Honduras. Freites-Revilla Gallery, Coral Gables, Florida, EE. UU.

- 1996 Obras Recientes. Jorge Sori Fine Art., Coral Gables, Florida, EE. UU.

- 1995 Bruma de Sueños. Galería Lyle O. Reitzel, Santo Domingo, R.D.

- 1994 Místico Silencio. Atelier Gazcue, Santo Domingo, R.D. Museo de Arte Moderno, Santo Domingo, R. D.

- 1993 Diálogo. Museo de Arte Moderno, Santo Domingo, R. D. 1992 Reflexiones. Galería Oriente, Santiago de Cuba.

- 1991 Bipersonal Diálogo Expo Itinerante, Alejo Carpentier, Camagüey, Cuba. Galería provincial, Ciego de Ávila, Cuba. Galería Matanzas, Cuba.

- 1990 Expo Personal. Casa del Joven Creador, Guantánamo, Cuba.

- 1987 Expo Bipersonal “Medio Ambiente”, El Castillito, La Habana, Cuba.

## Exposiciones Colectivas
De forma colectiva participa en  2011
XXVI Bienal de Artes Visuales, Santo Domingo, R. D.
Play for Kids, Mateo Sariel, Ciudad Panamá, Panamá.
Dibujos en vuelo, Museo de Arte Moderno, Sto. Dgo., R. D
- 2010

Arteamericas 10. Galería Lyle O. Reitzel Gallery, Miami, Fl., EE. UU.
Crónicas de una visión. Mateo Sariel Galería, Ciudad Panamá, Panamá.
Enlace Arte Contemporáneo, Collective Show, Lima, Peru
- 2009

No son todos… Colateral Art Basel, Nkisi Project, Miami, Fl., EE. UU.
Pinta 09. Galería Lyle O. Reitzel Gallery, New York, EE. UU.
Collective Show 09. Galería Lyle O. Reitzel Gallery, Miami, Fl., EE. UU.
Arteamericas 09. Galería Lyle O. Reitzel Gallery, Miami, Fl. EE.UU.
- 2008

The Dominican Power and solid friends. Galería Lyle O. Reitzel Gallery, Colateral Art Basel Miami, Fl., EE. UU.
Pinta Art Fair. Galería Lyle O. Reitzel, New York, EE. UU.
Starting Over. Galería Lyle O. Reitzel, Miami, Florida, USA
ArteBA 08. Stand Galería Lyle O. Reitzel. Feria de Arte Contemporáneo, Buenos Aires, Argentina.
Merrill Lynch ‘Arteamericas 08. Stand Galería Lyle O. Reitzel. Miami Beach Convention Center, EE. UU.
CIRCA International Art Fair. Stand Galería Lyle O. Reitzel. San Juan, Puerto Rico.
- 2007

Bringing the New Blood. Galería Lyle O. Reitzel Gallery, Miami, Fl., EE. UU.
Calentando la Pista. Galería Lyle O Reitzel, Santo Domingo.
Art Miami 07. Miami Beach Convention Center, Stand Lyle O.R. Miami, Fl., EE. UU.
El Triunfo de la Locura. (XII aniversario) apertura nuevo espacio Galería Lyle O. R, Santo Domingo, R.D.
- 2006

The Ego Show. Expo-Colateral Art Basel 06 Miami Beach. Stand Galería Lyle O. Reitzel. Miami, Fl., EE. UU.
Artres (Siete Poéticas del Caribe Contemporáneo) Show Room Mercedez Benz, Santo Domingo, R.D.
Inside Miami. Galería Lyle O. Reitzel, Miami, Fl., EE. UU.
Feria Internacional, Stand Galería Lyle O. Reitzel, San Juan, Puerto Rico.
Opening Exhibition New Gallery Space. Galería Lyle O. Reitzel, Miami, Fl., EE. UU.
Stand Galería Lyle O. Reitzel., Miami, Fl., EE. UU.
Art Miami 06 Miami Beach Convention Center, Stand Galería Lyle O. Reitzel, Miami, Fl., EE. UU.
- 2005

AAF Contemporary Art Fair, New York, Pier 92. New York, EE. UU.
International Kids Fund Latin American Art Auction 2005, Miami Art Central, Miami FL., EE. UU.
Auction 05 Contemporary Latin American Art. Museum of Latin American. Los Ángeles, California, EE. UU. Art, Long Beach, Los Ángeles, California, EE. UU.
Arteamericas 05. Feria Internacional de Arte Latinoamericano, Coconut, EE. UU.
Grove Convention Center. Galería Lyle O. Reitzel, Miami, Fl., EE. UU.
- 2004

Monstruos, Monstricos… y Aspirantes. Galería Lyle O. Reitzel, Santo Domingo, R. D. Arteamericas 04. Galería Lyle O. Reitzel. Coconut Grove, Miami, FL., EE. UU.
- 2003. Onda Expansiva. Galería Lyle O. Reitzel, Santo Domingo, R.D.

Trilogía Caribe. Galería Arte Contemporáneo, Monterrey, México.
Art Miami 03, Currents: New Perspectives. Galería Lyle O. Reitzel, Miami Beach, Fl., EE. UU.
Muestra 2. Feria Internacional de Arte Contemporáneo, México, D.F
- 2002

Black and White. Mateo Sariel Galería, Ciudad Panamá, Panamá.
Gota a Gota. (7.º. Aniversario), Galería Lyle O. Reitzel, Sto. Dgo., R.D.
Diversidad Caribe. Atelier Gazcue & Lyle O. Reitzel, colateral a la IV Bienal del Caribe, Sto. Dgo., R. D.
- 2001

Cariveo 01 & The Cuban Connection. 6.º. Aniversario, Galería Lyle O. Reitzel, Santo Domingo, R.D.
Art Miami 2001. Galería Lyle O. Reitzel, Miami Beach, Fl., EE. UU.
Colección de Otoño. Galería Lyle O. Reitzel, Santo Domingo, R.D.
- 2000

Cariveo 00. (5.º. Aniversario), Galería Lyle O. Reitzel, Santo Domingo, R.D.
Art Miami 00. Galería Lyle O. Reitzel, Miami Beach, Fl., EE. UU.
- 1999

VI Bienal Internacional de Pintura de Cuenca. Cuenca, Ecuador.
Visiones Contemporáneas III. Galería Lyle O. Reitzel, Santo Domingo, R.D.
Nuevas Visiones. Galería Plástica Contemporánea, Guatemala.
Mixta s/papel II. Galería Lyle o. Reitzel, Santo Domingo, R.D.
FIA 99. Feria Iberoamericana de Arte Contemporáneo, Stand Galería Lyle O. Reitzel, Caracas, Venezuela.
XXI Bienal de Artes Visuales. Museo de Arte Moderno, Santo Domingo, R. D.
Colectiva Casa de Teatro, 25 Aniversario Galería Lyle O. Reitzel, Santo Domingo, R. D.
- 1997

Breaking Barriers. Museum of Art, Fort Lauderdale, Fl., EE. UU.
Visiones Contemporáneas II. Galería Lyle O. Reitzel, Santo Domingo, R.D.
Más de un año, visiones contemporáneas. Galería Lyle O. Reitzel Santo Domingo, R.D.
Salón Internacional del Dibujo, Fundación Arawak, Museo de Arte Moderno, R. D.
- 1996

Mixta S/Papel. Galería Lyle O. Reitzel, Santo Domingo, R.D.
Caribbean Contemporary Art. Altos de Chavón, La Romana, R.D.
Salón de Dibujo. Instituto de Cultura Puertorriqueña, San Juan, Puerto Rico. Concurso Hoteles Barceló, Hotel Lina, Santo Domingo, R. D.
- 1995

Welcome to the Caribbean. Galería Lyle O. Reitzel Arte, Santo Domingo, R. D.
Salón Internacional de Dibujo. Fundación Arawak, Museo de Arte Moderno, Santo Domingo, R. D.
- 1994

Fridays Night, Coral Gables, Weiss & Sori Fine Art, Fl., EE. UU.
Concurso Internacional de Pintura Religiosa, Missiu, Alemania.
El lado claro de la luna. UNEAC, La Habana, Cuba.
- 1992

Expo Artistas Cubanos. Museo de Arte Moderno, Santo Domingo, R.D.
Salón 30 de Noviembre, Santiago de Cuba, Cuba. Salón Nacional de Premiados, La Habana, Cuba. Salón del Caribe, Santiago de Cuba, Cuba.
Cuba Expo Al Machete. Casa de la U.R.S.S., Santiago de Cuba, Cuba.
Expo Variaciones XIII. Galería de Arte Universal, Santiago de Cuba, Cuba. Salón
Semana de la Cultura. Santiago de Cuba, Cuba.
- 1991

Salón Nacional de Dibujo, Camagüey, Cuba.
Salón Prov. 30 de Noviembre, Santiago de Cuba, Cuba
- 1990

Salón del Caribe, Santiago de Cuba Salón 30 de Noviembre, Santiago de Cuba, Cuba.
- 1989

Salón Nacional de Pequeño Formato, Camagüey, Cuba
Artistas Santiagueros a Bulgaria, Bulgaria.
Semana de la Cultura, Santiago de Cuba.
Salón 30 de Noviembre, Santiago de Cuba.
- 1988

Salón Territorial Regino Botti, Guantánamo, Cuba
Semana de la Cultura, Santiago de Cuba, Cuba
Salón del Caribe, Santiago de Cuba, Cuba
Salón 30 de Noviembre, Santiago de Cuba, Cuba

## PREMIOS
- 1999

Premio de Adquisición, XXI Bienal de Artes Visuales, Museo de Arte Moderno, Santo Domingo, R. D.
Mención de Honor, VI Bienal Internacional de Pintura de Cuenca, Ecuador.
- 1997

Mención de Honor, Salón Internacional del Dibujo, Museo de Arte Moderno, Fundación Arawak, Sto. Dgo., R. D.
- 1996

Premio de la Crítica, Salón Internacional del Dibujo, Museo de Arte Moderno, Fundación Arawak, Santo Domingo, R. D.
- 1996

Mención de Honor Concurso Hoteles Barceló, Santo Domingo, R. D.
- 1995

Premio de la Crítica, Salón Internacional del Dibujo, Museo de Arte Moderno, Fundación Arawak, Santo Domingo, R. D.
- 1994

Premio Medalla de Oro II Bienal del Caribe y Centroamérica, Santo Domingo, R. D.
Premio de la Crítica Bienal del Caribe y Centroamérica, Museo de Arte Moderno, Santo Domingo, R. D.
- 1992

Premio Salón 30 de Noviembre, Santiago de Cuba.
Premio Instituto Cubano del Libro, Salón Nacional de Premiados, La Habana, Cuba.
- 1991

Mención de Honor Salón Nacional de Premiados. Habana, Cuba.
- 1990

Premio UNEAC. Salón Nacional de Dibujo. Camagüey, Cuba.
Mención de Honor, Salón del Caribe, Santiago de Cuba.
- 1989

Premio Salón 30 de Noviembre, Santiago de Cuba.
- 1988

Premio Salón Semana de la Cultura, Santiago de Cuba.
Mención de Honor, Salón 30 de Noviembre, Santiago de Cuba.

## Colecciones
- Museum of Latin American Art, MOLAA, California, EE. UU.
- Fundación Ortiz Guardián, León, Nicaragua.
- Museum of Art, Fort Lauderdale, Fl., EE. UU.
- Museo de Arte Moderno, Santo Domingo, R.D.
- Credicorp Bank, Ciudad Panamá, Panamá.
- Hotel Santiago, Santiago de Cuba.
- Centro de Arte Universal, Santiago de Cuba
- Hotel Las Américas, Santiago de Cuba.
- Pepperoni Café, Santo Domingo, R.D.

Arte al Día Internacional: Los Testimonios de Eleomar Puente
Cuando ganó la Bienal del Caribe en Santo Domingo, Eleomar Puente ya se había volcado hacia la actualidad política y social de su tiempo. Esa práctica entre observación y sátira, signos y símbolos, ha seguido adelante. La coherencia creativa del artista, tanto en ideología como en factura, es una de sus grandes cualidades.
La pintura y el dibujo continúan siendo sus medios de expresión, pero dentro de esa permanencia, no falta la experimentación formal, variando sus ficciones, acorde con hechos y circunstancias sobresalientes - o con los que, en el planeta y en su mundo propio, le parecen más importantes.
El compromiso, a la vez estilístico, moral e intelectual, desde los inicios se ha rebelado en contra de la (sin) razón del más fuerte y una inexorable violencia, declarada o contenida, que, si se le resiste, destruye. Sostenemos que a la barbarie primitiva de los protagonistas se mezcla una sofisticación exquisita de la factura ¡y las máquinas -sobre ruedas, con alas, remos o hélices- son una simbiosis de ambos rasgos!
Con los años, Eleomar Puente ha ido perfeccionando la técnica, en aquel código del realismo impecable, adquirido en Cuba, que domina la academia y la historia del arte. La evolución ha enriquecido su repertorio de artefactos, conservando un rigor neo-clásico, de la línea al detalle, de la composición al espacio. Compartimos totalmente el juicio de Ingrid Jiménez Martínez en su excelente ensayo del catálogo de la exposición Testigo ocular, al ubicar al pintor, como moderno en su concepto del arte y pos moderno en su modo de representación.
Él ha incrementado la sensación de monumentalidad, en su iconografía del avasallamiento, pero ya él no nos asombra, y lo afirmamos en sentido positivo. Eleomar logró someter al espectador a una especie de masoquismo que, en cada nueva exposición, anhela paradójicamente encontrar una versión ampliada de los entornos opresivos y sistemas represivos. La imagen, calladamente feroz, cuyo humor rechinante agudiza el mensaje, deleita y divierte.
Trátese de un automóvil volador, de un barco sobre ruedas, de una combinación de carro, bote y aeroplano -más cercano al murciélago que al jet, el artista transporta a las víctimas -nosotros de su mundo pictórico-
La condición humana se desarrolla entre la ciudad y el mar, alegoría que cabría descifrar como aventura/desventura de los caribeños y otros migrantes, buscando su salvación en el territorio de los rascacielos, luego de cruzar el océano. La pesadilla nunca termina, la libertad no existe en ese viaje de y por la vida. Una obra se llamará Libertad, infinito, deseo, asunto de título solamente que desmiente la mordacidad de elementos insólitos, en un ambiente alucinatorio: implacable es su lógica de incomunicación premeditada y de censura persecutoria. Más aun, en la pintura de Eleomar, hasta los enamorados, el hombre y la mujer ya no comunican, hacer el amor es hacer la guerra.
Aparte del mar -que separa y no une, la ciudad constituye el segundo escenario de la secuencia Testigo ocular. Atrapa, encierra, infunde pavor entre sus rascacielos, insoportables de brutalidad y tedio. En esta época, cuando las torres pasean su simbología entre el terror colectivo y la utopía arquitectónica, Eleomar Puente, en La señal, las vuelve trampas al acecho, amenazas monumentales, vértigo permanente, y las ventanas se convierten en decenas de cuadros dentro del cuadro. A pesar de todo, esta visión, que es una maravilla de perspectiva, infunde hipnótica fascinación- como toda megalópolis.
Un vehículo, pequeñito, percibido desde las alturas, centra finalmente nuestras miradas, y, símbolo de poder, con motoristas y cuadrilla de anónimos, también atemoriza. La escala del carro cambiará radicalmente la obra contundente, Political Project lo políticamente incorrecto, dice Eleomar. ¡No cabe duda de que si nuestro artista perteneciera a un país productor de carros, le encargarían diseños para carrocerías, como otrora a Frank Stella y Alexander Calder!
Contaminación, hostilidad, robotización, con su carga de fealdad monstruosa, son los valores vigentes. Más allá de Orwell, los derechos individuales han desaparecido. La uniformización se traslada metafóricamente de los cuerpos militares a los cuerpos de edificios.
¡Pobre humanidad, que no tiene escapatoria, cuando en otra obra el automóvil atraviesa el mar, de par en par, como un iceberg! No será sorprendente que el azul, color frío por excelencia, y el negro, luctuoso y aniquilador, dominen una policromía fina y mesurada.
Anteriormente, calificamos el discurso plástico de Eleomar como fábula pictórica -la fauna no faltaba entonces. Ese panorama fabuloso y fabulesco es hoy más sombrío, su moraleja pesimista- si humor y barroquismo no los aliviaran. Tiras cómicas, comic strips y bandes dessinées en francés, Eleomar Puente no deja de evocar en su sistema estético, y la prominencia del dibujo, esa fusión de géneros visuales y narrativos. Principalmente cuando, hoy en día, ese popular lenguaje -a menudo dirigido a los adultos estigmatiza e inquieta.
En fin, más que subversiva, la muestra Testigo ocular, recién presentada en la Galería Botello (San Juan de Puerto Rico), propone excelente pintura y un llamado a la reflexión- si no es demasiado tarde.
- Datos: Q5829286